# Dragon Rouge
Dragon Rouge nebo také Ordo Draconis et Atri Adamantis je magický řád založený 31. prosince 1989 ve Švédsku Thomasem Karlssonem, jehož členové praktikují okultismus s cílem objevování temné magie. Řád má více než 500 členů napříč světem. Existují dvě lóže ve Švédsku, jedna v Itálii, jedna v Německu a další v Polsku. Mimoto existují rituální skupiny v dalších zemích jako je Argentina, Mexiko a Česká republika.
Dragon Rouge je ojedinělý ve svém soustředění na temnou stranu magie a Stezku levé ruky. V tomto směru mu konkurují jen Séthův chrám a Typhonian Order.
Dragon Rouge zkoumá temnou stranu soustředěním na pět hlavních cest.

## Řád
Dragon Rouge vede ceremonie, společnou magickou práci, uspořádává studijní večery a přednášky. Členové cestují místa kultu a místa opředená mocí a tajemství jako je ship tumuli ve Švédsku a Externsteine v Německu. Pro členy Dragon Rouge, kteří prošli iniciací, existují také večery s filosofickými diskuzemi, večeře a slavnosti 
Řád je financován ročním členským poplatkem a příspěvky.

## Kultura
V oblasti kultury se členové Dragon Rouge zabývají Gotickým uměním a temnou stranou, v nichž existují rozličné formy vyjádření. Mezi členy Dragon Rouge jsou hudebníci, malíři a spisovatelé. Hudba Richarda Wagnera a jeho mytologické opery jsou pro tento řád velmi důležité, ale také moderní experimentální, metalová a gotická hudba, jako metalová skupina Therion. Texty této hudební skupiny píše zakladatel řádu Dragon Rouge Thomas Karlsson.

## Filosofie
Filosofie temné strany je representována Stezkou levé ruky a její ideologií. Jejím cíle je apoteóza, neboli stání se bohem. Dragon Rouge neuveřejňuje tajné texty upřesňující jak je možné dosáhnout tohoto cíle. Avšak řád má korespondenční kurz a inspirované texty. Některé texty byly publikovány, především ve švédštině. Jsou to Kabbala, kliffot och den goetiska magin (přeloženo do němčiny, italštiny a angličtiny), Uthark - Temná strana run(přeloženo do němčiny), Adulrunan och den götiska kabbalan (přeloženo do italštiny, pod titulem "Le Rune e la Kabbala") a Astrala resor, ut ur kroppen, vše napsal zakladatel řádu Thomas Karlsson. Ostatní autoři spojení s řádem Dragon Rouge jsou Tomie Eriksson autor Mörk Magi, Vira Saturnio autor Path of the Wolf a IMPERIVM, Asenath Mason autor The book of Mephisto a Alberto Brandi, jenž je autorem La Via Oscura. Žádný z textů dosud nebyl přeložen do češtiny.
Mezi spisovateli kteří jsou studováni patří Carlos Castaneda, Julius Evola a Kenneth Grant. Členové řádu také studují texty klasických filosofů jako je Herakleitos, Platón a Plótínos, stejně jako novější myslitele jako je Nietzsche, Heidegger a Henri Bergson a neevropské spisovatele Upaníšád a Tao te ťing.

## Magická iniciace
Iniciace není příliš spojena s formální zasvěcovací ceremonií, ale závisí na výsledcích individuální magické snahy. Řád může zjišťovat postup při ceremoniích, obvykle spojených se samotnou iniciací. "Stání se bohem" je interpretováno jako okamžik, kdy adept proměnil svůj život z pouhé reakce na vnější vlivy na jeho řízení svobodnou vůlí. 
Systém je synkrecí čtyř hlavních tradic: Goetické Kabaly, Odinské Runosophie, Tantry a Alchymie. Techniky které nejsou původní částí těchto tradic, jako je astrální projekce, jsou také zahrnuty v magii Dragon Rouge.

## Stupně Drakonické magie
Drakonická iniciace je založena na 1 + 9 + 1 úrovních, které dohromady dávají jedenáct stupňů pojmenovaných po Klifách, protikladu stvoření v kabalistické terminologii. Následujících 9 stupňů representuje 9 úrovní noční strany nebo podsvětí které překonal Odin přechodem skrze svou iniciaci do tajemství run.
- 0. Člen Dragon Rouge, kde nezasvěcený začíná.

Iniciace
- 1. Lilith 1.0° Brána k neznámu: Členové studují základní filosofii řádu.

Krok do podsvětí
- 2. Gamaliel 2.0° Temné sny: Členové pracují na studiu svých snů a dosahuje lucidního snění.

### Ordo Draconis Minor
- 3. Samael 3.0° Práce s Jezídskou magií & Temnou stranou čaker.
- 4. A'arab Zaraq 4.0° Práce na osobních touhách a volbách.

Nižší Abyss-
Za tímto bodem je zakázáno spolučlenství v ostatních magických organizacích

### Ordo Draconis Major
- 5. Thagirion 5.0°
- 6. Golachab 6.0°
- 7. Gha'agsheblah 7.0°

The Greater Abyss
- 8. Satariel 8.0°
- 9. Ghagiel 9.0°
- 10. Thaumiel 10.0° Předpokládaný stav božství.

### Adamas Ater
- 11. Thaumiel 11.0° Předpokládaný stav v novém zrození.

### Lodges
- Lodge Heldrasil Archivováno 4. 9. 2009 na Wayback Machine. - Thüringen, Německo
- Lodge Sinistra- Malmö, Švédsko
- Lodge Sothis - Neapol, Itálie
- Lodge Magan - Slezsko, Polsko